# Seattle Aquarium
A Seattle Aquarium (magyarul: seattle-i akvárium) az Amerikai Egyesült Államokhoz tartozó Washington állambeli Seattle város akváriuma, amely az 59. számú kikötőnél, az Elliott-öböl partján helyezkedik el. 1977-től az Association of Zoos and Aquariums (AZA) jóváhagyásával működik.

## Története
Ezt a városi akváriumot 1977. május 20-án nyitották meg, és először a seattle-i város tulajdonába tartozott. 2010. július 1-jén a nonprofit Seattle Aquarium Society átvette a várostól az akvárium igazgatását. Az akváriumot a Bassetti Architects mérnökei tervezték.
A Seattle Aquariumot évente 800 000 látogató nézi meg, ezek közül 50 000 diák. 2007 júniusában az akvárium területét 1700 négyzetméterrel nagyobbították meg; ide egy üzletet, kávézót és két új részleget (Window on Washington Waters és Crashing Waves) építettek.

## Kiállítások
- Window on Washington Waters (Ablak Washington vizeire): ez egy 450 000 literes víztartalmú akvárium, amelyet 2007-ben építettek. Ez az akvárium Washington állam vizeinek az élővilágát mutatja be. Az itt bemutatott állatok, a szabad természetben 1,5-18 méter mély vizekben élnek. A bemutatott fajok között helybéli lazacfélék, sügérfélék és tengerirózsák is láthatóak. Naponta búváros műsorok is vannak; a látogatók beszélhetnek a búvárokkal.
- Crashing Waves Exhibit (A becsapódó hullámok kiállítás): a Window on Washington Waters mellett fekszik. 12 méter hosszú és 1,5 méter mély. A helybéli tengerpart árapály térségét hivatott bemutatni.
- Life on the Edge (Élet a túlélés szélén): 2002-ben nyílt meg. Két medencéből áll, amelyben árapály térségbeli állatok vannak. Ezeket a látogatók megfoghatják.
- Life of a Drifter (Egy vándor élete): 3,7 méter magas körszerű akvárium, amelynek közepébe bemehetnek a látogatók. Ebben fülesmedúzák, óriáspolipok, sügér ivadékok, tengericsillagok és plankton látható. Ugyanitt egy 4 méter hosszú akváriumasztalon, a látogatók megfoghatják az állatokat.
- Pacific Coral Reef (Csendes-óceáni korallszirt): ez egy 95 000 literes víztartalmú akvárium, amelyben mesterséges korallszirt látható. A korallszirti halakat hivatott bemutatni.
- Ocean Oddities (Az óceán furcsaságai): a Monocentridae-, a bőröndhal- és a Dactylopteridae-fajoknak, valamint a nagyhasú csikóhalnak és az Eurypegasus draconisnak ad otthont.
- Birds and Shores (Madarak és tengerpartok): az északnyugati partvidék madárvilágát hivatott bemutatni; többek között alkaféléket, mint például a kontyos lundát és lummát és egyéb tengerparti madarat.
- Marine Mammals (Tengeri emlősök): itt többféle tengeri emlős is megtalálható, mint például a borjúfóka, az északi medvefóka, a tengeri vidra (A Seattle Aquarium tenyésztett elsőként tengeri vidrákat, a fogamzástól a felnőttkorig. Az első fogságban született vidra Tichuk volt, amely 1979-ben jött a világra, majd az 1980-as évek elején még három további kölyök született.[1]) és a kanadai vidra. Az Orca Family Activity Center-ben a látogatók a kardszárnyú delfinről is tanulhatnak, főleg a közelben levő Puget Sound öbölbeli orkacsaládokról (az akváriumban nincsenek orkák).

- Puget Sound Fish (Puget Sound halai): három részből álló kiállítás, amelyben a Puget Sound öböl halait mutatják be, például: Rhamphocottus richardsonii, Cyclopteridae-fajok, Porichthys-fajok, Sebastes pinniger és Anarrhichthys ocellatus.
- Underwater Dome (Víz alatti kupola): ez egy 1 500 000 literes víztartalmú kupola alakú akvárium. A kupola alá két rövid alagúton keresztül lehet bejutni. Ez a kiállítás már a Seattle Aquarium megnyitásakor, 1977-ben létezett. Ebben is a Puget Sound öböl halait találjuk meg, például: lazacfélék, Ophiodon elongatus, cápák, valódi tokfélék, valódi rájafélék és álsügérek.

## Képek

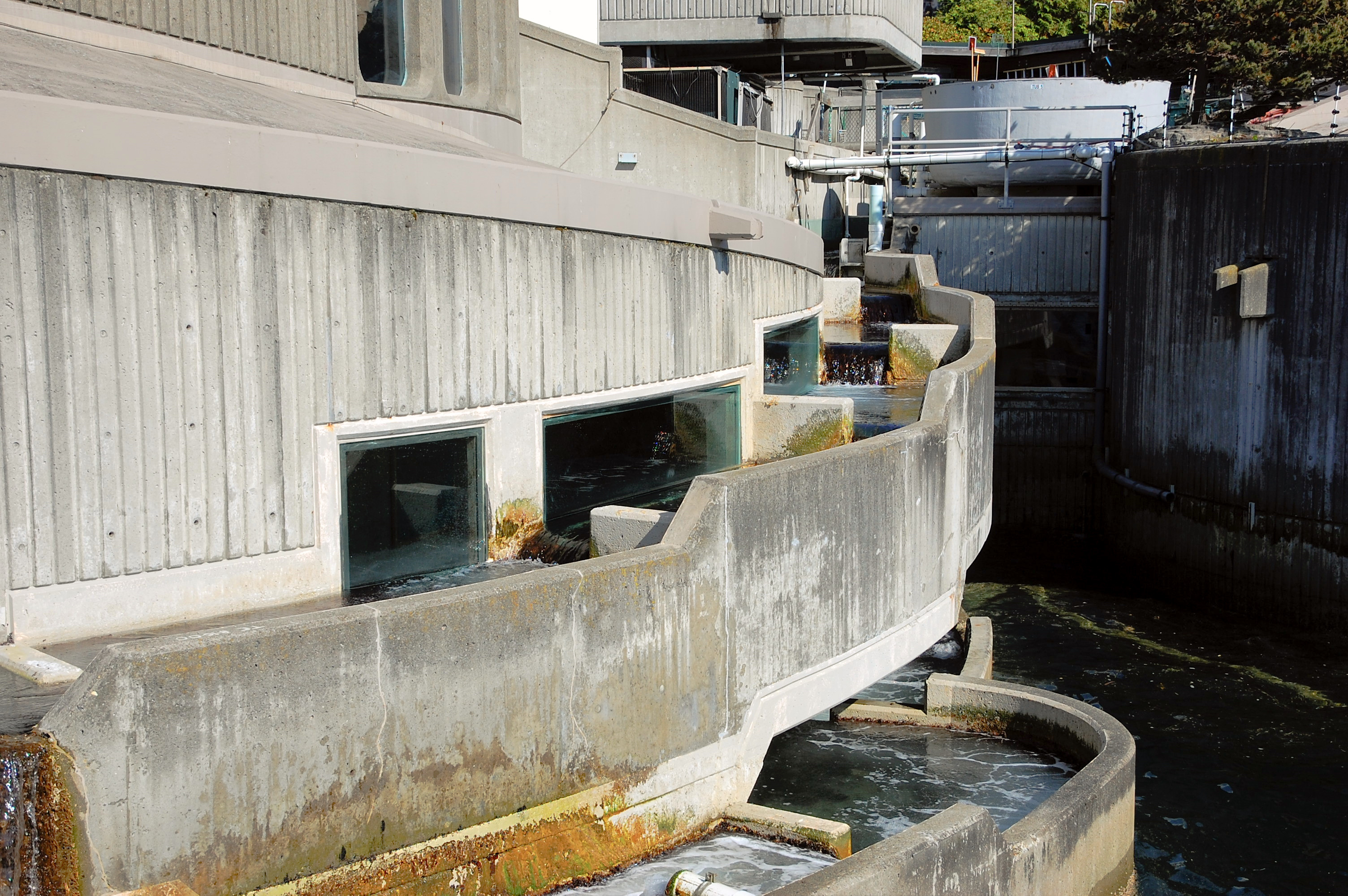
A lazac lépcső
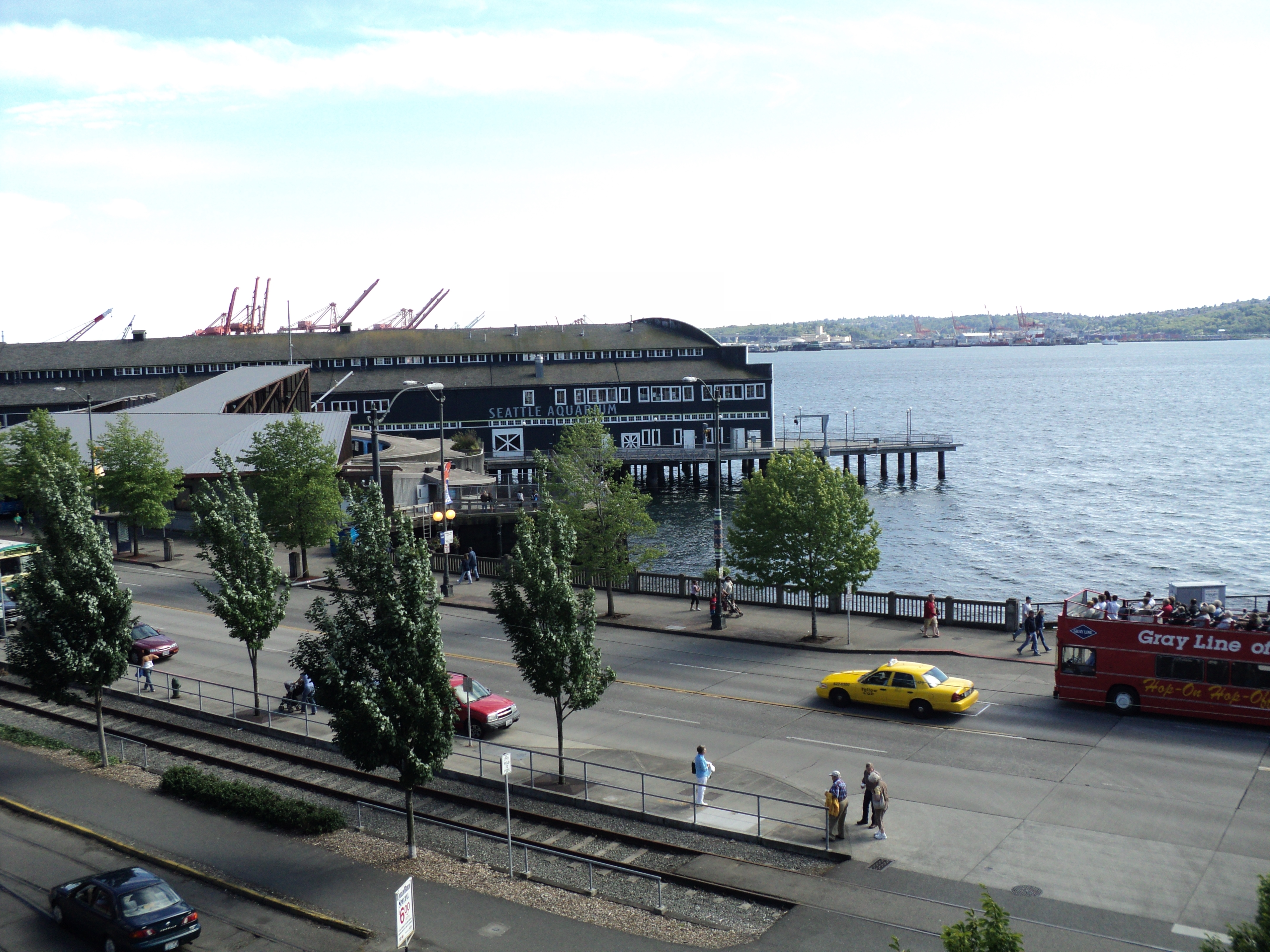
Látkép a Seattle Aquariumról és az alaszkai országútról
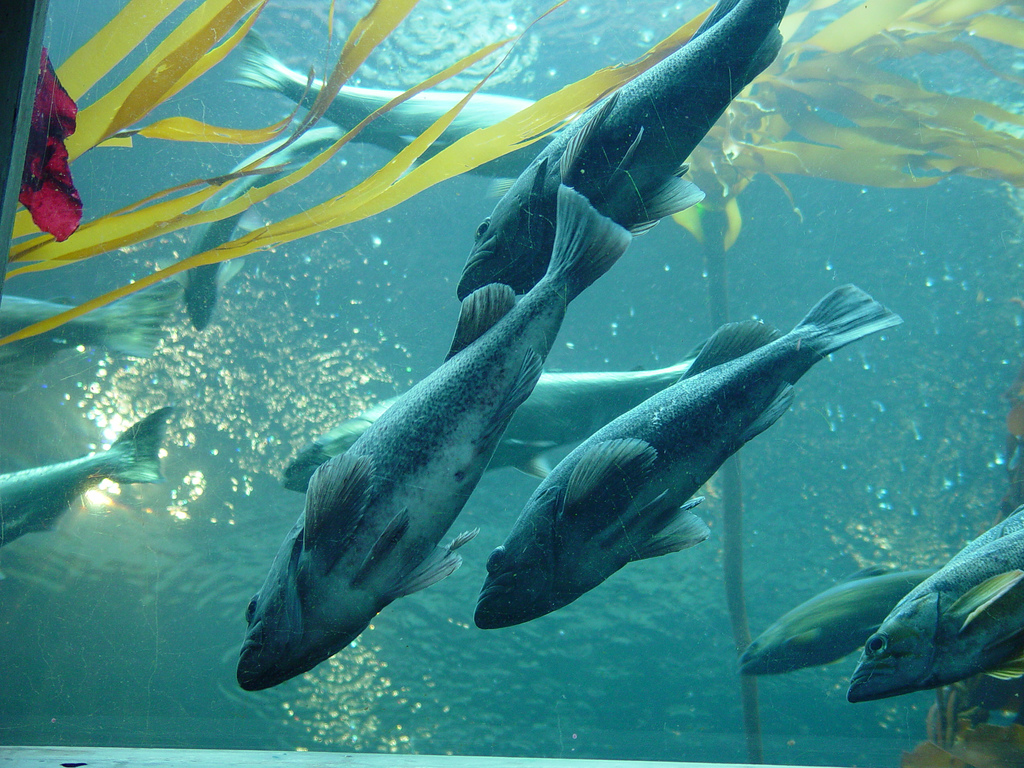
Lazacok az Underwater Dome-ban

### Fordítás
- Ez a szócikk részben vagy egészben  a   Seattle Aquarium című angol Wikipédia-szócikk ezen változatának fordításán alapul.  Az eredeti cikk szerkesztőit annak laptörténete sorolja fel. Ez a jelzés csupán a megfogalmazás eredetét és a szerzői jogokat jelzi, nem szolgál a cikkben szereplő információk forrásmegjelöléseként.